# Megingaud von Trier
Megingaud, auch Megingod oder Megingoz, († 24. Dezember 1015 in Koblenz) war von 1008 bis 1015 Erzbischof von Trier.

## Leben
Seine Eltern sind unbekannt, sein Herkunftsland wahrscheinlich Mainfranken. Bevor er 1008 durch die Initiative von König Heinrich II. gegen Domkapitel und Volk von Trier zum neuen Erzbischof von Trier wurde, war er Mitglied der Hofkapelle Ottos III. (primiscrinius = Erster Standesbeamter), sowie Dompropst zu Mainz gewesen. 1012 nahm er an der Weihe des Bamberger Doms teil. Da die Residenzstadt der Erzbischöfe Trier vom Gegenerzbischof Adalbero von Luxemburg gehalten wurde, und selbst mit Waffengewalt seitens des Kaisers die Einsetzung Megingods nicht möglich war, wählte dieser Koblenz zu seiner Residenzstadt. Erst im Frühjahr 1015, in seinem Sterbejahr, unterwarf sich der Luxemburger Gegenerzbischof, behielt aber die Trierer Burg.